# Zmarli w sierpniu 2009

## Sierpień 2009
- 30 sierpnia
  - Lucjan Bokiniec, polski filmowiec, pomysłodawca i pierwszy dyrektor Festiwalu Polskich Filmów Fabularnych w Gdańsku[1]
  - Marie Knight, amerykańska wokalistka gospel[2]
  - Ildikó Kishonti, węgierska aktorka
  - Kiki Sorum, norweski projektant mody
  - Alaksandr Marficki, białoruski wojskowy, pułkownik, zastępca dowódcy sił powietrznych Białorusi
  - Alaksandr Żuraulewicz, białoruski pilot wojskowy
- 29 sierpnia
  - Frank Gardner, australijski kierowca wyścigowy[3]
  - Mady Rahl, niemiecka aktorka
- 28 sierpnia
  - Emil Glad, chorwacki aktor
  - Günter Kießling, niemiecki generał, członek Bundeswehry
  - Adam Goldstein, amerykański DJ[4]
- 27 sierpnia
  - Szota Czocziszwili, gruziński judoka, mistrz olimpijski
  - Dave Laut, amerykański lekkoatleta, medalista olimpijski w pchnięciu kulą[5]
  - Siergiej Michałkow, radziecki i rosyjski pisarz, poeta[6]
  - Joaquín Ruiz-Giménez, hiszpański prawnik, polityk i dyplomata, minister edukacji[7]
- 26 sierpnia
  - Abd al-Aziz al-Hakim, iracki polityk[8]
  - Ellie Greenwich, amerykańska piosenkarka, kompozytorka[9]
- 25 sierpnia
  - Ted Kennedy, amerykański polityk, senator[10]
- 24 sierpnia
  - Toni Sailer, austriacki narciarz alpejski, mistrz olimpijski i świata, aktor, piosenkarz[11]
- 23 sierpnia
  - Aleksandyr Bożkow, bułgarski polityk, ekonomista
  - Anna-Maria Müller, niemiecka saneczkarka,  mistrzyni olimpijska z Sapporo (1972)[12]
- 22 sierpnia
  - Erkki Laine, fiński hokeista, reprezentant Finlandii, wicemistrz olimpijski (1988)[13]
  - Krzysztof Piszczek, polski piłkarz[14]
- 20 sierpnia
  - Siemion Farada, rosyjski aktor[potrzebny przypis]
  - Zofia Komedowa, polska miłośniczka jazzu, organizatorka, promotorka i manager, żona Krzysztofa Komedy[15]
  - Dudu Topaz, izraelski aktor i prezenter telewizyjny
- 19 sierpnia
  - Don Hewitt, amerykański producent telewizyjny
  - Anthony Petro Mayalla, tanzański duchowny katolicki, arcybiskup Mwanzy
- 18 sierpnia
  - Hanna Bedryńska, polska aktorka[16]
  - Hildegard Behrens, niemiecka śpiewaczka(sopran)
  - Rose Friedman, amerykańska ekonomistka
  - Lina Kasdagli, grecka poetka
  - Robert Novak, amerykański dziennikarz, jeden z najbarwniejszych i najbardziej kontrowersyjnych dziennikarzy w USA
  - Kim De Dzung, koreański polityk, prezydent (1998–2003)[17]
  - Fernanda Pivano, włoska dziennikarka i pisarka
  - Geertje Wielema, holenderska pływaczka, medalistka olimpijska
- 17 sierpnia
  - Karel Broz, czeski siatkarz, mistrz świata i Europy z 1956 r.
  - Tullio Kezich, włoski krytyk filmowy
  - Juliusz Nowina-Sokolnicki, polski polityk emigracyjny, samozwańczy Prezydent Rzeczypospolitej Polskiej na Uchodźstwie w latach 1972–1990[18]
  - Tiffany Simelane, suazyjska modelka, miss Suazi w 2008 r.
- 16 sierpnia
  - Jerzy Kniaź, polski żużlowiec, trener żużlowy[19]
  - Czesław Lewandowski, polski duchowny katolicki, biskup włocławski[20]
  - Swietłana Sidorenko, rosyjska pilotka, mistrzyni Europy w pilotażu
  - Igor Tkaczenko, rosyjski pilot wojskowy, jeden z najlepszych pilotów w Rosji
  - Marek Wojna, polski kolarz, trener Bogumiły Matusiak[21]
- 15 sierpnia
  - Virginia Davis, amerykańska aktorka[22]
- 14 sierpnia
  - Jerzy Krasuski, polski historyk
  - Jan Stypułkowski, polski piłkarz[23]
- 13 sierpnia
  - Les Paul, amerykański gitarzysta jazzowy, wynalazca w zakresie technik nagrywania i gitar elektrycznych[24]
  - Allen Shellenberger, amerykański perkusista grupy Lit[25]
- 12 sierpnia
  - Rashied Ali, amerykański perkusista jazzowy[26]
  - Rusłan Amierchanow, rosyjski polityk, minister budownictwa Inguszetii
  - Borys Malkin, polski antropolog, etnograf, pasjonat kultur indiańskich[27]
- 11 sierpnia
  - Malik Akmedilow, rosyjski dziennikarz
  - Valeriu Lazarow, rumuński producent telewizyjny
  - Eunice Kennedy Shriver, amerykańska działaczka społeczna[28]
- 10 sierpnia
  - Daniel Ambroziński, polski żołnierz, oficer Wojska Polskiego w Afganistanie[29]
  - Ernest Glinne, belgijski polityk, minister zatrudnienia i pracy (1973–1974), wieloletni eurodeputowany[30]
  - Zarema Sadułajewa, czeczeńska obrończyni praw człowieka[31]
  - Alik Dżibrałow, czeczeński obrońca praw człowieka[32]
  - Josef Burg, ukraiński poeta[33]
  - Sylvia Lennick, kanadyjska aktorka[34]
  - Jan Steffen, polski specjalista w dziedzinie genetyki, immunologii i onkologii doświadczalnej, członek rzeczywisty PAN[35]
- 9 sierpnia
  - Thomas Knopper, duński kierowca wyścigowy
  - Jasmine You, Japoński muzyk, basista zespołu Versailles
- 8 sierpnia
  - Daniel Jarque, hiszpański piłkarz[36]
  - Wasyl Kawun, ukraiński polityk
  - Willie van Niekerk, południowoafrykański polityk i lekarz, administrator Afryki Południowo-Zachodniej (Namibii) (1983–1985), minister zdrowia (1985–1987)[37]
  - Raul Solnado, portugalski aktor
  - Jan Tarasin, polski malarz, grafik, rysownik, fotograf, eseista[38]
- 7 sierpnia
  - Tamás Cseh, węgierski piosenkarz
  - Andrzej Marciniak, polski himalaista[39]
  - Danko Popović, serbski pisarz
  - Tatiana Stepa, rumuńska piosenkarka
- 6 sierpnia
  - Bahadir Akkuzu, turecki muzyk
  - Riccardo Cassin, włoski alpinista[40]
  - Savka Dabčević-Kučar, chorwacka polityk
  - Willy DeVille, amerykański piosenkarz
  - Stanley Haidasz, kanadyjski polityk, senator, kardiolog
  - John Hughes, amerykański reżyser filmowy[41]
  - Reiko Ohara, japońska aktorka
- 5 sierpnia
  - Jordi Sabater Pi, hiszpański etnolog
  - Budd Schulberg, amerykański scenarzysta, laureat Oscara, powieściopisarz, redaktor sportowy[42]
  - Baitullah Mehsud, przywódca pakistańskich talibów[43]
- 4 sierpnia
  - Malik Achmediłow, dagestański dziennikarz[44]
  - Svend Auken, duński polityk, minister środowiska (1993–2001)[45]
  - Jan Charytański, polski duchowny katolicki, profesor teologii[46]
  - Jacek Jarosz, polski aktor[47]
  - Amos Kenan, izraelski malarz
- 3 sierpnia
  - Nikolaos Makarezos, grecki żołnierz, weteran wojenny
  - Marian Pastuszko, polski duchowny katolicki, kanonista i specjalista w zakresie sakramentów
  - Zinowij Wysokowski, rosyjski aktor
- 2 sierpnia
  - Baatin, amerykański raper[48]
  - Shafiq al-Hout, palestyński polityk
  - Adolf Endler, niemiecki pisarz
  - Hironoshin Furuhashi, japoński pływak
  - Sándor Püski, węgierski publicysta
- 1 sierpnia
  - Corazon Aquino, filipińska polityk, była prezydent Filipin w latach 1986–1992[49]
  - Devendra Nath Dwivedi, indyjska polityk
  - Felicitas von Preussen, niemiecka księżna, hrabianka
  - Borka Vučić, serbski polityk